# کیکوچی دایروکو
کیکوچی دایروکو (به ژاپنی: 菊池 大麓 Kikuchi Dairoku); ۱۷ مارس ۱۸۵۵ – ۱۹ اوت ۱۹۱۷) ریاضیدان، معلم و مدیر آموزش ژاپنی در دوره میجی بود. او پس از اخذ مدرک ریاضیات و فیزیک از کالج سنت جان، کمبریج در دانشگاه کمبریج، یکی از اولین استادان ژاپنی ریاضیات در دانشگاه توکیو شد. او بعداً در زندگی خود به عنوان رئیس دانشگاه توکیو، دانشگاه کیوتو، گاکوشوئین و موسسه ریکن خدمت کرد.